# Шпетім Хасані
Шпетім Хасані (алб. Shpëtim Hasani, нар. 10 серпня 1982, Гнілане) — косовський, албанський та шведський футболіст, нападник клубу «Дегерфорс».
Виступав, зокрема, за клуби «Бурсаспор» та «Еребру», а також національну збірну Косова.

## Клубна кар'єра
У 15-річному віці приєднався до молодіжної команди турецького клубу «Бурсаспор». Після підписання професіонального контракту у 2000 році виступав за команду U-21 (60 матчів, 14 голів), а також за резервну команду. У першій половині 2004 року на правах оренди перейшов до іншого турецького клубу, «Сакар'яспору», де 28 серпня 2004 року зіграв свій єдиний матч у Суперлізі, в якому його команда з рахунком 1:2 поступилася Галатасараю. У 2005 році на правах оренди перейшов до косовського клубу «Дріта», де також зіграв лише 1 матч. По завершенні орендної угоди повернувся до «Бурсаспору» був гравцем глибокого резерву, так і не зігравши жодного поєдинку за головну команду клубу.
В лютому 2005 року перейшов до шведського клубу «Кальмар». Влітку 2005 року на запрошення свого співвітчизника, Альберта Буньякі, перейшов до складу представника Супереттану «Дегерфорса», в складі якого у 10-ти матчах відзначився 5-ма голами. Разом з Буньяку, який перейшов до «Кальмара» на посаду помічника головного тренера, повернувся й Шпетім. 23 квітня 2006 року дебютував у Аллсвенскані в програному (0:1) матчі проти «Ельфсборга». У команді на його позиції були основними Генрік Рюдстрем, Патрік Росенгрен, а також Віктор та Расмус Ельм, тому Шпетім зіграв лише 12 матчів, серед яких 5 — у стартовому складі (також відзначився 1 голом). Через пів року його клуб знову повернувся до другого дивізіону, але Хасані продовжував бути резервістом. У вересні 2006 року підписав з клубом повноцінний 3-річний контракт. У сезоні 2007 року став одним з найкращих асистентів клубу, відзначився 7-ма гольовими передачами, чим допоміг клубу боротися за високі місця в турнірі. Тим не менше його команда не змогла підвищитися у класі.
У лютому 2009 року на правах оренди перейшов до складу клубу «Сіріус» (Уппсала) з Супереттану. Проте на його позиції в команді вже виступали П'єр Галло, Ріхард Ріхардсон та Даніель Гох, отож навіть у своєму новому клубі він не став основним гравцем. Тим не менше навіть його 10 голів не допомогли клубу покинути зону вильоту. Після цього приєднався до представника другого дивізіону шведського чемпіонату «Норрчепінг». Під керівництвом Горана Бергорта став гравцем основного складу разом з Крістоффером Арвгагом, Маркусом Фальк-Оландером, Даніелем Бамбергом та Віктором Реннеклевом. З 13-ма забитими м'ячам за підсумками сезону він допоміг клубу посісти друге місце та вийти до Аллсвенскану. У сезоні 2011 року відзначився 7-ма голами, а його клуб посів останнє місце у турнірній таблиці перед зоною вильоту. Перша частина наступного сезону також виявилася для Хасані успішною, він відзначився 5-ма голами.
Після того, як стало відомо, що контракт з Хасані, який мав завершитися наприкінці 2012 року, продовжений не буде, влітку того ж року його було продано до прямого конкурента «Норрчепінга», клубу «Еребру». На момент переходу він відзначився 4-ма голами в 11-ти матчах, а його команда посіла лідируюче місце у Супереттані. За підсумками того сезону він відзначився 12-ма голами та став одним з найкращих бомбардирів чемпіонату. У команді йому довелося змагатися за місце в основному складі з Карлом Голмбергом, Патріком Гагінге, Магнусом Вікстремом та Самюелем Менсою, й зрештою він програв цю конкуренцію. Провівши два роки у клубі, залишив його через фінансові причини.
Під час перерви у чемпіонаті, вілтку 2014 року, забивши 5 м'ячів у 14-ти матчах, залишає Швецію та переходить до складу новачка польської Екстракляси «Гурник» (Ленчна), який на той час тренував Юрій Шаталов. В Екстраклясі дебютував 4 серпня в нічийному (1:1) матчі проти ГКС (Белхатув). А 30 серпня в переможному (4:2) матчі проти клубу «Погонь» (Щецин) відзначився першими двома голами в футболці польського клубу. Протягом цього періоду гравець був то основним гравцем, то резервістом, вначлідок цього з 29-ти зіграних матчів у футболці «Гурника» лише в 13-ти він виходив на поле зі стартових хвилин.
По завершенні сезону, влітку 2005 року, він повернувся до Швеції та перейшов до клубу «Сундсвалль», з яким підписав контракт до кінця 2016 року. Однак у новому клубі він практично не грав, зрідка виходячи на поле з лави для запасних. Тому під час літньої паузи повернувся до «Дегерфорса», який виступав у Супереттані Відтоді встиг відіграти за команду з Дегерфорса 12 матчів у національному чемпіонаті.

## Виступи за збірну
Шпетім Хасані дебютував у складі національної збірної Косова 2 листопада 2005 року в неофіційному програному (0:1) матчі проти Північного Кіпру в рамках турніру, який організувала організація NF-Board.
5 березня 2014 року, після призначення на посаду головного тренера Альберта Буньяку, зіграв у товариському (0:0) матчі проти Гаїті, який став першим поєдинком косоварів під егідою ФІФА. Наразі провів у формі головної команди країни 6 матчів, забивши 1 гол.